# Zeneszerző

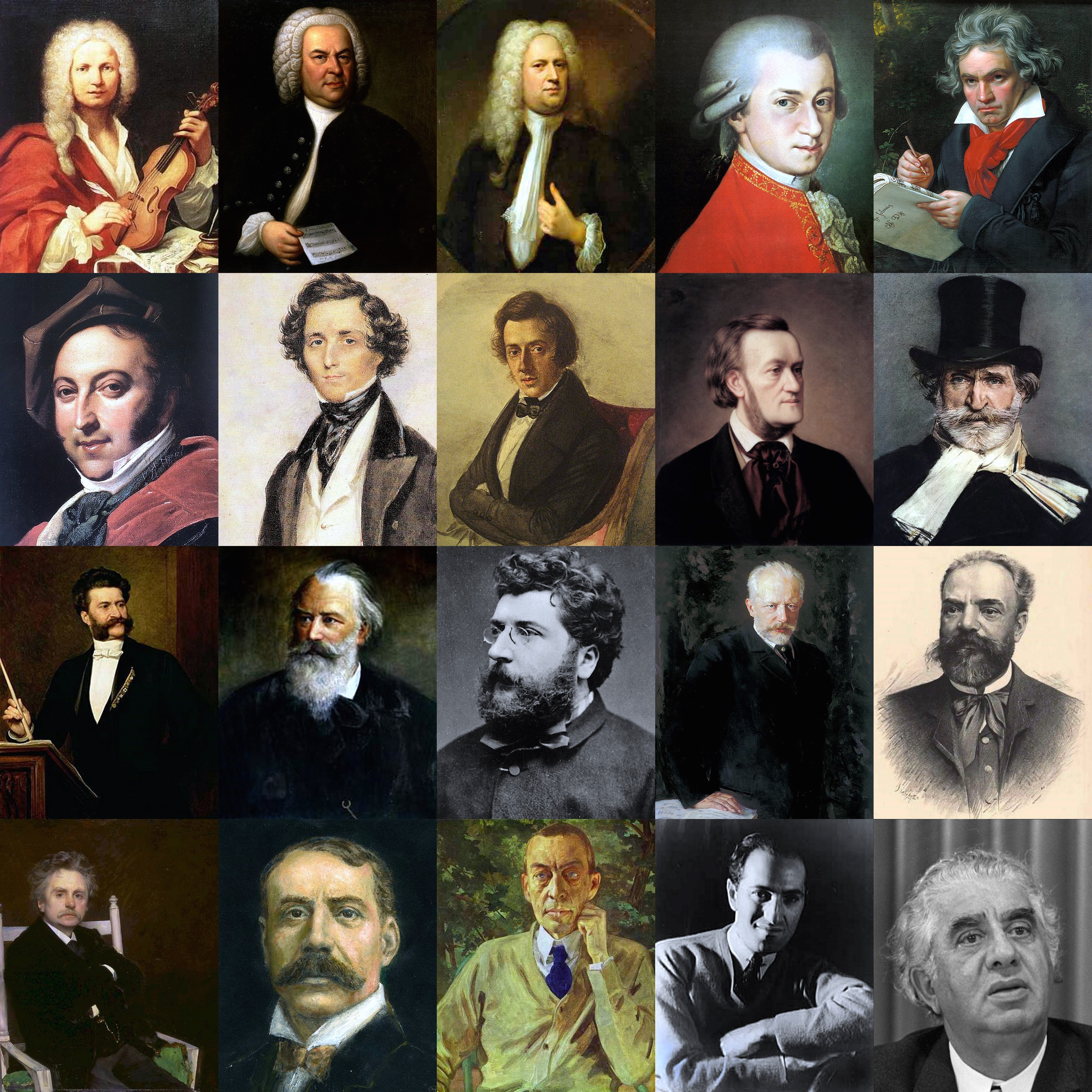
Minden idők leghíresebb zeneszerzői (Vivaldi, Bach, Handel, Mozart, Beethoven, Rossini, Mandelssohn, Chopin, Wagner, Verdi, Strauss, Brahms, Bizet, Csjkovszkij, Dvorak, Grieg, Elgar, Rachmaninov, Harburg, Hacsaturján)

A zeneszerző alkotóművész, aki zenét alkot, komponál, vagyis zenei kompozíciót hoz létre. A fogalom használata legtöbbször feltételezi azt, hogy a zene létrehozásának folyamatában a zene gondolatban való megszerkesztésének, kidolgozásának tevékenysége elkülönül annak előadásától, megszólaltatásától. Ebben az esetben a zeneszerző a művét valamilyen formában lejegyzi, megszólaltatása ennek alapján egy vagy több erre szakosodott személy, zenei előadóművész – hangszeres zenész, énekes – feladata.
A népszerű zenében, szórakoztatózenében, dzsesszben gyakran nincs szükség bonyolult szerkesztési tevékenységre, ilyenkor a zeneszerző – dalszerző – dallamát, zenei ötletét, témáját egyszerűen hallás alapján is reprodukálhatják, sőt újraalkothatják a zenészek. A zenei kompozíció e műfajokban részben vagy teljes egészében kollektív alkotófolyamat gyümölcse is lehet. A zeneszerző személyének ezekben az esetekben sokszor inkább szerzői jogi, mint alkotóművészi jelentősége van.
A zeneszerző lehet ismeretlen is, függetlenül attól, hogy zeneművét lejegyezte valaki vagy sem. Jó példa erre a népdal, de találunk ismeretlen szerzőt a klasszikus zeneirodalomban is.